# Benedikt Zech
Benedikt Zech (* 3. November 1990 in Feldkirch) ist ein österreichischer Fußballspieler.

## Karriere
Zech begann seine Karriere beim SV Ludesch, ehe er in die AKA Vorarlberg wechselte. 2009 wechselte er zum SC Austria Lustenau. Sein Debüt für Lustenau gab er in der Liga gegen den FK Austria Wien II. 2012, nach dem er drei Monate vereinslos gewesen war, wechselt er zum Ligakonkurrenten SCR Altach. Nach dem Aufstieg gab er sein Bundesligadebüt am 21. Spieltag 2014/15 gegen den FK Austria Wien.
Zur Saison 2019/20 wechselte er nach Polen zu Pogoń Stettin, wo er einen bis Juni 2022 laufenden Vertrag erhielt. Für Pogoń kam er insgesamt zu 155 Einsätzen in der Ekstraklasa.
Im Jänner 2025 kehrte Zech nach fünfeinhalb Jahren in Stettin zum SCR Altach zurück, bei dem er einen bis 2026 laufenden Vertrag erhielt.